# كلير دبليو. غريفز
كلير دبليو. غريفز (بالإنجليزية: Clare W. Graves)‏ هو أستاذ جامعي وعالم نفس أمريكي، ولد في 21 ديسمبر 1914، وتوفي في 3 يناير 1986.

## وصلات خارجية
- الموقع الرسمي